# Base antartica dell'esercito argentino Primavera
La base antartica dell'esercito argentino Primavera (in spagnolo Base Antártica del Ejército Argentino Primavera) è una base antartica estiva argentina.

## Ubicazione
Localizzata a ad una latitudine di 64° 09' sud e ad una longitudine di 60°57' ovest la stazione si trova a Cape Primavera (penisola Antartica) e può ospitare sino a 18 persone durante la stagione estiva. Il personale tipico è composto da 6 scienziati argentini, 4 ricercatori stranieri e 8 membri dell'Ejército Argentino.
Il primo insediamento argentino nella zona è stato inaugurato il 3 marzo 1977 come base permanente. La struttura opera come base estiva dal 1982.
Il microclima della zona (una temperatura che raggiunge anche i +13 °C durante l'estate e venti che non superano i 45 km/h) consente lo sviluppo di una di flora e fauna altrimenti rari in Antartide. Per questi motivi la stazione concentra le sue ricerche nella limnologia e nella biologia terrestre.
La base ha svolto inoltre osservazioni meteorologiche dal 1977.